# Persone di nome Hernán
| Questa pagina contiene informazioni ricavate automaticamente dalle voci biografiche con l'ausilio del template Bio e di un bot. L'aggiornamento è periodico e automatico e ricostruisce completamente la pagina. Se manca una persona in questa lista, sei pregato di non aggiungerla, ma accertati piuttosto che la sua voce biografica contenga il template Bio e che i dati anagrafici siano correttamente compilati. Se il template Bio manca, inseriscilo tu stesso o, in alternativa, metti l'avviso {{tmp\|Bio}} che ne segnala la mancanza. Se i dati riportati sono sbagliati, correggi direttamente la voce biografica; le modifiche saranno visibili in questa lista entro pochi giorni. Per chiarimenti vedi il progetto antroponimi. La lista contiene solo le 55 persone che sono citate nell'enciclopedia e per le quali è stato implementato correttamente il template Bio. Pagina aggiornata al 16 ott 2024. |

Questa è una lista di persone presenti nell'enciclopedia che hanno il prenome Hernán, suddivise per attività principale.

## Allenatori di calcio(10)
- Hernán Bolaños, allenatore di calcio e calciatore costaricano (Granada, n. 1912 - San Rafael de Escazú, † 1992)
- Hernán Carrasco Vivanco, allenatore di calcio cileno (Arauco, n. 1923 - Santa Tecla, † 2023)
- Hernán Crespo, allenatore di calcio e ex calciatore argentino (Florida, n. 1975)
- Hernán Darío Gómez, allenatore di calcio e ex calciatore colombiano (Medellín, n. 1956)
- Hernán Darío Herrera, allenatore di calcio e ex calciatore colombiano (Angelópolis, n. 1957)
- Hernán Rodrigo López, allenatore di calcio e ex calciatore uruguaiano (Montevideo, n. 1978)
- Hernán Losada, allenatore di calcio e ex calciatore argentino (Buenos Aires, n. 1982)
- Hernán Medford, allenatore di calcio e ex calciatore costaricano (San José, n. 1968)
- Darío Ortiz, allenatore di calcio e ex calciatore argentino (Godoy Cruz, n. 1967)
- Hernán Torres, allenatore di calcio e ex calciatore colombiano (Ibagué, n. 1961)

## Allenatori di calcio a 5(1)
- Hernán Garcias, allenatore di calcio a 5 e ex giocatore di calcio a 5 argentino (Buenos Aires, n. 1978)

## Calciatori(26)
- Aníbal Alzate, calciatore colombiano (n. 1933 - † 2016)
- Hernán Barcos, calciatore argentino (Bell Ville, n. 1984)
- Hernán Borja, calciatore, giocatore di calcio a 5 e allenatore di calcio ecuadoriano (Quito, n. 1959 - Plantation, † 2021)
- Hernán Burbano, ex calciatore colombiano (Santander de Quilichao, n. 1988)
- Hernán Caruso, ex calciatore e ex giocatore di calcio a 5 argentino (Buenos Aires, n. 1975)
- Matias Concha, ex calciatore svedese (Vellinge, n. 1980)
- Hernán Da Campo, calciatore argentino (Capitán Bermúdez, n. 1994)
- Hernán De La Fuente, calciatore argentino (n. 1997)
- Hernán Díaz, ex calciatore argentino (Barrancas, n. 1965)
- Hernán Encina, ex calciatore argentino (Rosario, n. 1982)
- Hernán Figueredo, calciatore uruguaiano (Montevideo, n. 1985)
- Hernán Fredes, ex calciatore argentino (Avellaneda, n. 1987)
- Hernán Galíndez, calciatore argentino (Rosario, n. 1987)
- Hernán Adrián González, ex calciatore argentino (Avellaneda, n. 1976)
- Hernán Grana, calciatore argentino (Quilmes, n. 1985)
- Hernán Hechalar, ex calciatore argentino (Córdoba, n. 1988)
- Hernán López Muñoz, calciatore argentino (Villa del Parque, n. 2000)
- Hernán Morales, ex calciatore costaricano (San José, n. 1951)
- Hernán Novick, calciatore uruguaiano (Montevideo, n. 1988)
- Hernán Pellerano, calciatore argentino (Buenos Aires, n. 1984)
- Hernán Pérez, calciatore paraguaiano (Ñemby, n. 1989)
- Hernán Pertúz, calciatore colombiano (Barranquilla, n. 1989)
- Hernán Sandoval, ex calciatore guatemalteco (Città del Guatemala, n. 1983)
- Hernán Daniel Santana Trujillo, calciatore spagnolo (Breña Baja, n. 1990)
- Hernán Tifner, calciatore argentino (Córdoba, n. 1996)
- Hernán Toledo, calciatore argentino (Sastre, n. 1996)

## Cestisti(5)
- Hernán Jasen, ex cestista e dirigente sportivo argentino (Bahía Blanca, n. 1978)
- Hernán Montenegro, ex cestista argentino (Bahía Blanca, n. 1966)
- Hernán Raffo, cestista cileno (Valparaíso, n. 1929 - Villa Alemana, † 2012)
- Hernán Ramos, ex cestista cileno (n. 1929)
- Hernán Salcedo, ex cestista venezuelano (Barcelona, n. 1980)

## Ciclisti su strada(1)
- Hernán Buenahora, ex ciclista su strada colombiano (Barichara, n. 1967)

## Condottieri(1)
- Hernán Peraza il Vecchio, condottiero spagnolo (Siviglia, n. 1390 - San Sebastián de la Gomera, † 1452)

## Latinisti(1)
- Hernán Núñez, latinista, grecista e umanista spagnolo (Valladolid, n. 1475 - Salamanca, † 1553)

## Militari(1)
- Hernán Cortés, militare, condottiero e nobile spagnolo (Medellín, n. 1485 - Castilleja de la Cuesta, † 1547)

## Politici(1)
- Hernán Siles Zuazo, politico boliviano (La Paz, n. 1914 - Montevideo, † 1996)

## Pugili(1)
- Hernán Márquez, pugile messicano (Empalme, n. 1988)

## Rugbisti a 15(2)
- Hernán Mazino, ex rugbista a 15 e allenatore di rugby a 15 argentino (Santa Fe, n. 1975)
- Hernán Senillosa, rugbista a 15 argentino (Buenos Aires, n. 1977)

## Schermidori(1)
- Hernán Jansen, schermidore venezuelano (Caracas, n. 1985)

## Scrittori(3)
- Hernán Huarache Mamani, scrittore peruviano (Chivay, n. 1943 - † 2016)
- Hernán Rivera Letelier, scrittore cileno (Talca, n. 1950)
- Hernán Robleto, scrittore nicaraguense (Camoapa, n. 1892 - Città del Messico, † 1969)

## Tennisti(1)
- Hernán Gumy, ex tennista argentino (Buenos Aires, n. 1972)